# 2019年颱風利奇馬對中國大陸的影響
颱風利奇馬（英語：Typhoon Lekima）是2019年太平洋颱風季中吹襲中國大陸的最強風暴。利奇馬在8月10日凌晨以超強颱風下限登陸浙江省温嶺市，為當地帶來嚴重破壞。隨後利奇馬北上橫掃華東沿岸並減弱。截至2019年8月14日，浙江、上海、江苏、山东、安徽、福建、河南、河北、天津、辽宁、吉林總受災人數為1,402.4萬人，緊急移轉安置204萬人，57人死亡、14人失蹤，房屋倒塌1.5萬餘間，11.9萬間不同程度毀壞，農作物受災面積996千公頃，直接經濟損失537.2億人民幣。灾情為2000年後僅次於2013年颱風菲特。（事後更估計損失至少653亿元，超過菲特甚至颱風賀伯，成為有紀錄以來災損最嚴重的颱風）因颱風利奇馬，累積停電戶數為759.17萬戶，其中浙江电力427.03万户、山东电力216.56万户、江苏电力41.28万户、安徽电力33.2万户、河北电力24.91万户、福建电力8.63万户、上海电力5.58万户、辽宁电力9431户、冀北电力4677户、天津电力5600户。
利奇馬是中华人民共和国成立以來登陸浙江省第三強的颱風，並在該省造成39人罹難和9人失蹤。

## 影響
當地發佈之最高熱帶氣旋警告信號： 颱風紅色預警信號
8月7日下午6時利奇馬位於浙江省象山县东南方约1050公里時，國家氣象中心發出颱風藍色預警信號，隔日上午6時移到浙江省象山县南偏东方约880公里時，國家氣象中心改發颱風黃色預警信號，四小時後利奇馬移至浙江省象山县南偏东方约830公里時，國家氣象中心改發颱風橙色預警信號，而當利奇馬移至浙江省温岭市东南方约365公里時，國家氣象中心發出颱風紅色預警信號。由於利奇馬將對中國大陸構成威脅，中国气象局啟動二级应急响应。随着利奇馬登陸後強度的減弱，國家氣象中心先在10日上午6時改發颱風橙色預警信號，再於同日上午10時改發颱風黃色預警信號。
受到利奇馬的下沉氣流影響，導致8日至10日閩南至珠江口一帶普遍炎熱，8日广东省广州市番禺区測得37.7度，东莞市普遍37度攝氏高溫。厦门市受到下沉气流影响，在下午2时47分被测得39.6度摄氏高温，是厦门气象站自设站以来的高温纪录；而同安区的竹坝农场更是出现了41.4度摄氏的高温。10日下午漳州市測得39.0度，创8月新高。
中共中央政治局常委、国务院总理李克强8月9日对防御超强台风“利奇马”作出重要批示，强调要扎实做好防范，保障人民群众生命财产安全。8月10日，中共浙江省委书记车俊、副书记兼省长袁家军等赴省防指检查指导。

### 福建
當地發佈之最高熱帶氣旋警告信號： 颱風橙色預警信號
随着利奇馬逐步逼近福建省，福建省气象台于8月7日早晨6时53分发布台风蓝色预警信号，至8月9日升级为台风橙色预警信号。福建省防指同时啟動台风三級應急響應。
受利奇馬影响，福建东部于8月8日至9日出现大雨或暴雨，福建东部沿海出现8～10级阵风；福建省防汛办发布消息称，因台风影响，沿海养殖渔排老弱妇幼2121人全部撤离上岸，莆田市以北沿海养殖渔排上的劳动力22365人全部撤离上岸，海上14170艘作业渔船全部进港避风，关闭沿海96个景区景点、584个在建工程工地，关停610艘施工船、无动力船、客渡船。此外，原定于8月8日、9日开行的平潭往返台北水运航班均停航。随着利奇馬逐渐远离福建，福建省气象台宣布解除台风预警信号。

### 浙江

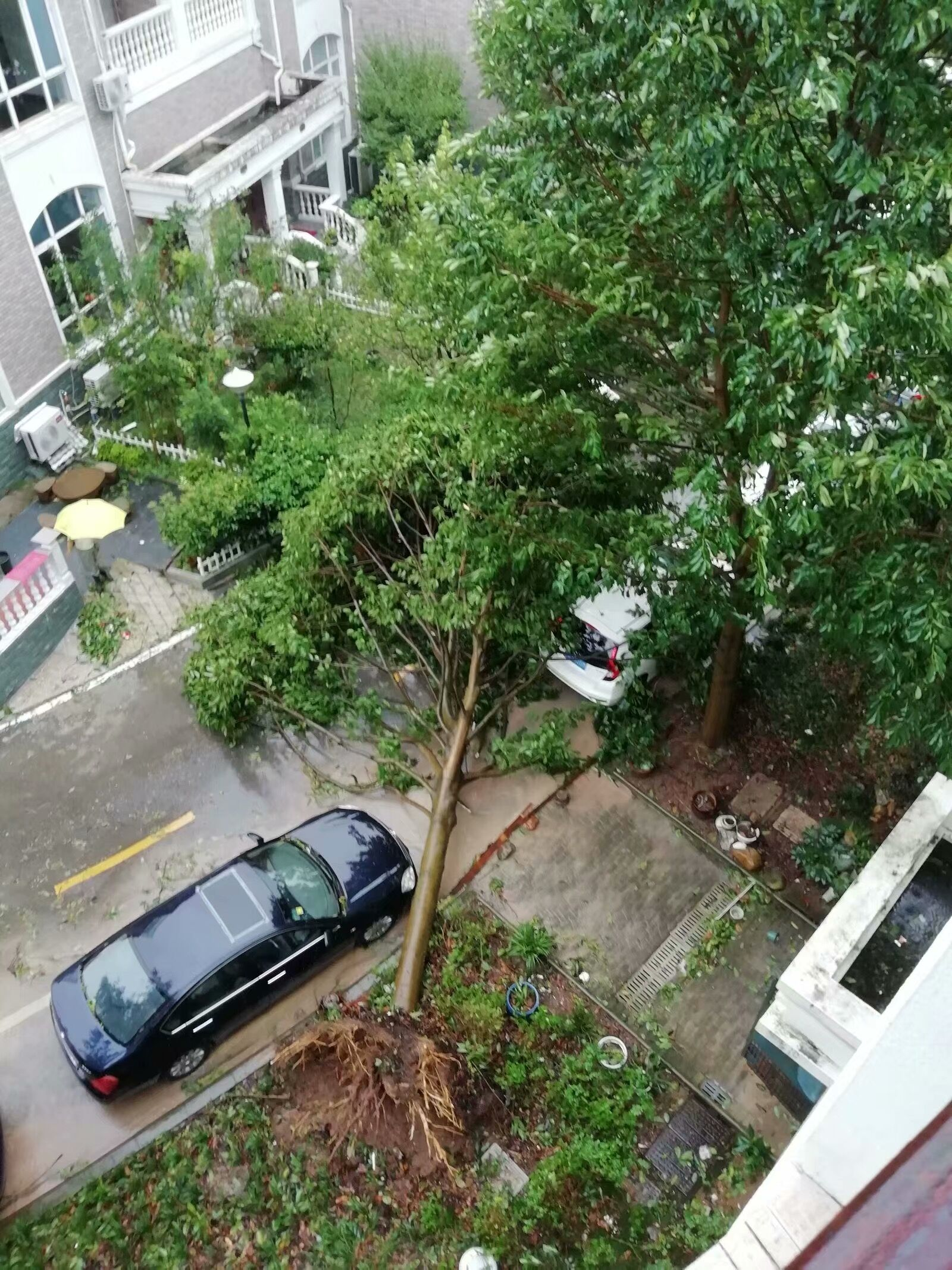
浙江省台州市仙居县锦绣明珠小区的树遭利奇马吹倒。

随着利奇馬逐步逼近浙江省，浙江省于8月9日啟動二級應急響應。在利奇馬登陸浙江之前，浙江省有超過十萬人撤離。截至8月12日上午7时，浙江全省共667.9万余人受灾，126万人获紧急转移安置，4.1万间房屋在风災中损坏，农作物受灾面积23.4万公顷，直接经济损失达242.2亿余元。利奇马亦导致39人死亡，另有9人失踪。
8月9日晚22时20分，浙江省气象台签发台风警报单，将利奇马登陆点范围缩小为台州温岭市到玉环市一带沿海。8月10日凌晨1時45分，國家氣象中心宣布利奇馬登陸浙江省台州溫嶺市城南镇，登陆时中心附近最大风力16级（52米/秒），中心最低气压930百帕；這是中華人民共和國成立以來登陸浙江省的第三強的颱風。登陸地的街區出現停電情況，房屋被強風吹到搖晃。登陆当日温州市永嘉县岩坦镇山早村遭遇特大暴雨，引发山体滑坡形成堰塞湖，后堰塞湖决口导致22人罹難與10人失蹤。
利奇马是1949年以来登陆台州的最强台风和首个超强台风。台州全市普降大暴雨，出现洪水，其中温岭、临海、玉环三个县级市因处于台风登陆点附近，受灾情况和损失最大。特大暴雨导致灵江水位暴涨，洪水冲開台州府城墻城門湧入臨海市。10日晚，在天文高潮位和暴雨导致洪峰的叠加下，临海市区发生有实测记录以来最严重洪涝灾害，20时测得洪峰水位10.98米，超过保证水位4.28米，老城区大量建筑被淹没。临海市公安局因市区冲锋舟不足，在全市范围紧急征用冲锋舟进行救援，解放军东部战区、武警部队、民兵、消防、公安以及各民间救援队亦迅速赶往受灾地区救援。位于台州沿海、台风登陆点附近的玉环市亦遭受重大损失，全市普降特大暴雨，最大面雨量监测点爆表，远超台州市平均降雨量，洪水淹到了文旦树顶；全市失电率一度达92%。

### 上海
當地發佈之最高熱帶氣旋警告信號： 颱風橙色預警信號
上海中心气象台于8月8日下午5时发布台风蓝色预警信号，至8月9日升级为台风橙色预警信号。同时，上海市隨之啟動四級應急響應。受其影响，上海六條軌道交通被迫停駛，多条轨交线路限速或缩线运行；上海虹桥国际机场與上海浦东国际机场共取消了1,776個航班，上海局集团宣布多趟经由相关受影响线路区段的旅客列车采取停运、停售车票措施；10日下午，上海轮渡各码头也陆续停运。此外原定于8月10日举行的所有中超、中甲和女超足球联赛上海赛区比赛均延期举行。同时上海迪士尼樂園宣布臨時關閉，這是上海迪士尼樂園開園以來首次閉園。此外，上海其他多个景区也均被关闭。10日，上海完成疏散25.3万人，是最近五年撤離人數最多的一次。随着利奇马逐渐远离上海，8月11日上午6时，上海中心气象台解除台风黄色预警信号。

### 江苏

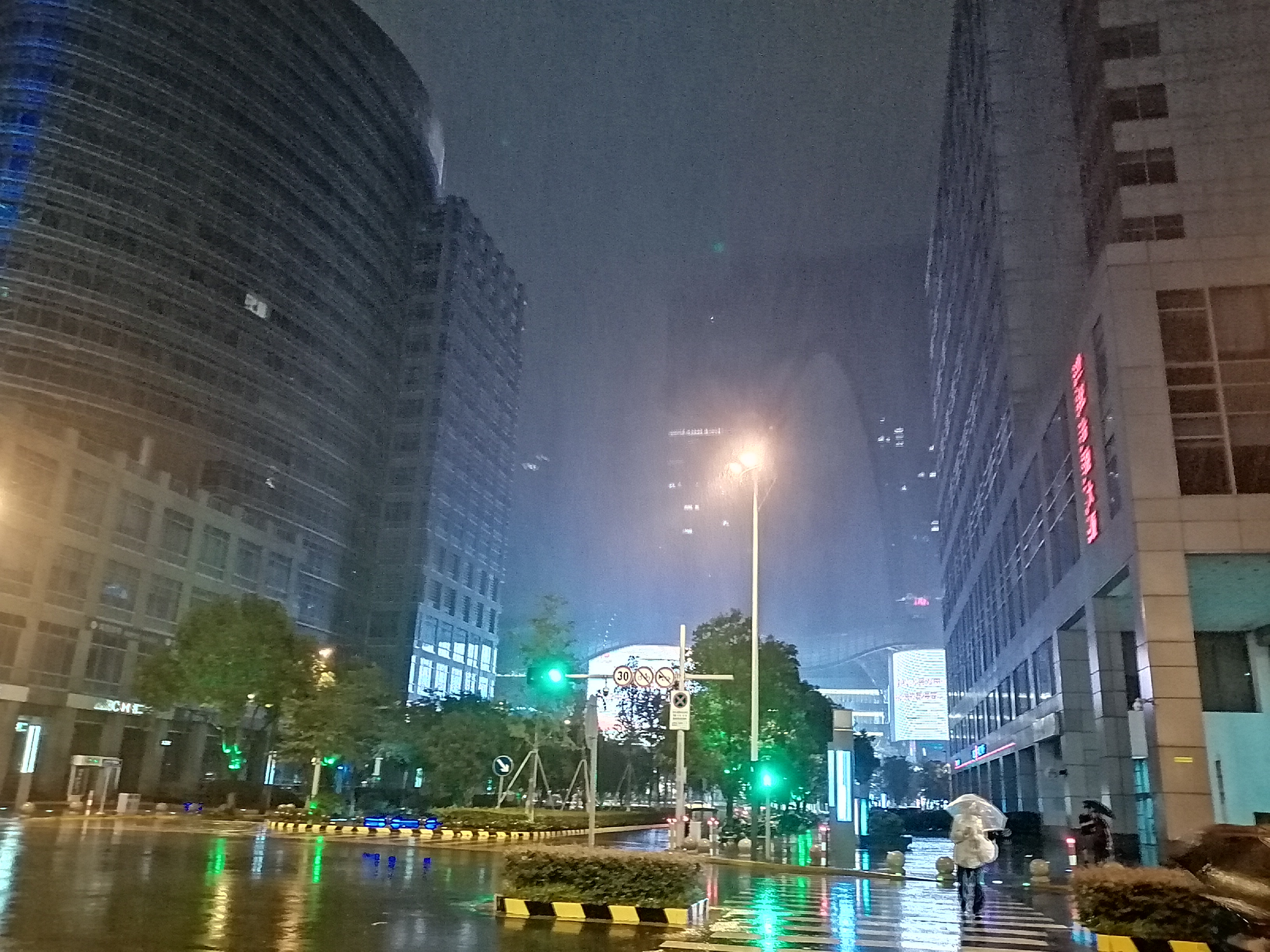
8月10日，随着利奇马逐步逼近苏州市，苏州出现强降水和大风天气

當地發佈之最高熱帶氣旋警告信號： 颱風橙色預警信號
江苏省气象台于8月8日下午5时发布台风蓝色预警信号，至8月9日升级为台风橙色预警信号。同时，江苏省防指啟動三级應急響應，8月10日下午8時再將應急響應提升至二級。該省有14.3萬人撤離，也有近兩萬艘船回港避難。利奇馬使江蘇有12.6萬戶用電受到影響，主要集中於南通、鹽城等地。随着利奇马逐渐远离江苏，8月11日中午12时38分，江苏省气象台解除台风黄色预警信号。

### 安徽
當地發佈之最高熱帶氣旋警告信號： 颱風黃色預警信號
安徽全省13.18萬人受災，4人死亡與5人失蹤，2.02萬人獲緊急轉移安置，倒塌房屋364間，嚴重損壞房屋113間，一般損壞房屋326間，農作物受災面積5.97公頃，直接經濟損失達5,106.4萬元。但至2019年8月11日下午7時統計，僅宣城市共13.18萬人受災，1人死亡，2.02萬人獲緊急轉移安置，803間房屋在風災中倒塌或損壞，農作物受災面積5,970公頃，直接經濟損失達4.37億元。

### 山东
當地發佈之最高熱帶氣旋警告信號： 颱風黃色預警信號
山东省气象台于8月10日早晨6时发布台风黄色预警信号，同时启动二级應急響應，受利奇馬影響，山东航空取消了11日的63個航班。
11日，在利奇马影响下，山东普降暴雨。潍坊市临朐县24小时降水量达338mm，县内句月湖水位暴涨，将湖畔凉亭冲垮。而寿光市及周边县市亦有特大暴雨，在8月10日9时至11日22时，平均降雨达287.4毫米，降雨强度超过台风温比亚强度，当地大棚区也开始出现棚外积水和棚内渗水现象。山東全省共10.87萬人獲緊急轉移安置，106間房屋在風災中倒塌，農作物受災面積4.63萬公頃，直接經濟損失達5.47億餘元，颱風登陸前已有26座水庫超過汛限水位。11日晚間8時50分，國家氣象中心宣布利奇馬再度登陸青島市黄島區。山東省應急廳初步統計，全省受災人數165.53萬人，因災死亡5人、失蹤7人，全省緊急轉移安置人口18.38萬人，農作物受災面積175.4千公頃，倒塌房屋609間，直接經濟損失14.75億元。随着利奇马强度减弱，8月13日6时，山东省气象台解除台风黄色预警信号。

### 河北
当地发布之最高热带气旋警告信号： 颱風黃色預警信號
河北省气象台于8月11日早晨6时55分发布台风黄色预警信号，同日19时42分继续发布台风黄色预警信号。河北省水利厅与河北省气象局8月11日17时联合发布山洪灾害黄色预警。8月10日下午17时，唐山湾国际旅游岛景区6214名游客和200余名在岛工作人员全部撤离。随着降雨明显减弱，8月13日9时，河北省气象台解除台风黄色预警信号。台风“利奇马”过境期间，唐山、秦皇岛、沧州有754个雨量站降雨量超过50毫米，258个雨量站超过100毫米。唐山市乐亭县单日降水量达到近30年来主汛期最大值。河北省沿岸海域和地区平均风力为7到8级，最大风速达12级。秦皇岛、唐山、沧州三市6945艘渔船全部回港避风，关闭涉海涉水旅游项目和娱乐设施21处，转移群众768人。没有人员伤亡报告。

### 辽宁
当地发布之最高热带气旋警告信号： 颱風黃色預警信號
辽宁省气象台于8月10日晚上8时05分发布台风黄色预警信号，同时启动二级应急响应。截至8月12日下午4时，锦州、盘锦出现洪涝灾害。据辽宁省应急管理厅初步统计，辽宁省受灾人口1097人，转移人员126860人，农作物受灾208.1公顷，尚无人员伤亡报告。受台风影响，辽宁省内各大景区已全部关闭。

### 體育比賽
8月9日中超河南建業對北京人和比賽，大雨2次顺延，開賽時整個球場都是水坑，嚴重影響球速和球員動作。

## 紀錄
- 超強颱風利奇馬是1949年以來登陸中國大陸第五強的颱風，僅次於超強颱風威馬遜、超強颱風溫黛、超強颱風瑪琪和超強颱風桑美；同時利奇馬也是1949年以來登陸浙江第三強的颱風。[81]
  - 在登陆地台州市，超強颱風利奇馬是1949年以来登陆台州的最强台风和首个超强台风[35]。
- 超強颱風利奇馬造成華東多地暴雨，利奇馬對山東省帶來158毫米的雨量，打破2018年強熱帶風暴溫比亞的記錄，位居該省歷史第一；利奇馬還對浙江觀測到841毫米的降雨（于臨海括蒼山），位居該省歷史第二，僅次於強颱風雲娜。
- 超強颱風利奇馬登陸後在陸地上持續時間長達44小時，為1949年以來中國大陸第六位；在浙江境內滯留時間長達20小時，位居該省第一。[82]

### 1949年以来登陆中国大陆台风排名
下表列出1949年以来登陆中国大陆台风排名前十位的热带气旋。数据来自中国国家气象中心，编号一栏括号内为国际编号，登陆强度相同的台风按照登陆时最低气压排序。
| 排名 | 编号        | 命名   | 登陆地点 | 登陆时间      | 登陆强度          | 影响时间             | 影响省份                                                                    | 死亡失踪人数 | 经济损失（亿元） |
| ---- | ----------- | ------ | -------- | ------------- | ----------------- | -------------------- | --------------------------------------------------------------------------- | ------------ | ---------------- |
| 1    | 1409        | 威马逊 | 海南文昌 | 2014年7月18日 | 72m/s（超强台风） | 2014年7月17日-21日   | 海南、广东、广西、云南                                                      | 88           | 446.5            |
| 2    | 5612 (5606) | 温黛   | 浙江象山 | 1956年8月1日  | 65m/s（超强台风） | 1956年7月31日-8月5日 | 浙江、福建、上海、江西、江苏、安徽、河南 湖北、北京、天津、河北、山西、陕西 | 5000以上     | 无统计数据       |
| 3    | 7314        | 玛琪   | 海南琼海 | 1973年9月14日 | 60m/s（超强台风） | 1973年9月13日-15日   | 海南、广东、广西                                                            | 903          | 10               |
| 4    | 0608        | 桑美   | 浙江苍南 | 2006年8月10日 | 60m/s（超强台风） | 2006年8月10日-12日   | 浙江、福建、江西、安徽、湖南、湖北                                          | 483          | 196.6            |
| 5    | 1909        | 利奇马 | 浙江温岭 | 2019年8月10日 | 52m/s（超强台风） | 2019年8月8日-12日    | 浙江、上海、江苏、安徽、山东、河北、天津、辽宁                              | 71           | 653              |
| 6    | 1522        | 彩虹   | 广东湛江 | 2015年10月4日 | 52m/s（超强台风） | 2015年10月3日-6日    | 海南、广东、广西、湖南、贵州                                                | 20           | 300.1            |
| 7    | 1614        | 莫兰蒂 | 福建厦门 | 2016年9月15日 | 52m/s（超强台风） | 2016年9月14日-17日   | 福建、浙江、上海、江苏、安徽、江西                                          | 38           | 316.4            |
| 8    | 9615 (9616) | 莎莉   | 广东吴川 | 1996年9月9日  | 50m/s（强台风）   | 1996年9月8日-10日    | 广东、广西                                                                  | 330          | 218.63           |
| 9    | 0515        | 卡努   | 浙江台州 | 2005年9月11日 | 50m/s（强台风）   | 2005年9月10日-13日   | 浙江、江苏、安徽、上海、福建                                                | 25           | 141.1            |
| 10   | 5310 (5307) | 妮娜   | 浙江乐清 | 1953年8月17日 | 50m/s（强台风）   | 1953年8月16日-不明   | 浙江                                                                        | 无统计数据   | 无统计数据       |

## 熱帶氣旋警告使用記錄
| 国家气象中心 颱風預警信號 | 国家气象中心 颱風預警信號 | 国家气象中心 颱風預警信號 |
| ------------------------- | ------------------------- | ------------------------- |
| 上一熱帶氣旋              | 颱風藍色預警信號          | 下一熱帶氣旋              |
| 熱帶風暴韋帕              | 颱風藍色預警信號          | 强热带风暴白鹿            |
| 超強颱風山竹              | 颱風黃色預警信號          | 强热带风暴白鹿            |
| 超強颱風山竹              | 颱風橙色預警信號          | 颱風米娜                  |
| 超強颱風山竹              | 颱風紅色預警信號          | 颱風米娜                  |